# Annwvyn
Annwvyn (ou Annwfn, parfois Annwn) [ˈanʊn], dans la mythologie celtique galloise, désigne l’Autre Monde des Celtes. C’est l’équivalent du Sidh de la tradition irlandaise, un endroit merveilleux, où règne la félicité, un monde de plaisirs où la jeunesse est éternelle, où la maladie est absente et la nourriture est abondante. L’Annwn, dans les contes médiévaux, est présenté comme le royaume des âmes des trépassés. Selon certaines versions de la légende, il se situe très à l’ouest, si loin que Manawyddan Fab Llyr ne l’a pas trouvé et que l’on ne peut l’atteindre que par la mort. D’autres sources allèguent que l’entrée se situe sur l’île Lundy dans l’estuaire de la Severn ou, un peu plus au sud, vers Glastonbury, par ailleurs haut-lieu de la légende arthurienne. 
Il est notamment question de l’Annwn dans le premier des quatre contes des Mabinogion : Pwyll, prince de Dyved. Après une dispute de chasse, Arawn, roi de l’Autre Monde et Pwyll échangent leurs situations pour une durée d'un an, c’est le mythe fondateur de la dynastie des princes de Dyved. Dans le Livre de Taliesin, le texte poétique Preiddeu Annwfn décrit le roi Arthur et ses chevaliers traversant l’Annwvyn, à la recherche d’un chaudron magique, possession de neuf magiciennes (thème celtique que l’on retrouve notamment dans les Gallisenae de l’île de Sein). Cet Autre Monde est aussi présent dans le conte Kulhwch et Olwen.
Ce mot est passé en breton continental sous la forme « Anaon », désignant l'ensemble des âmes des défunts et le lieu où elles se retrouvent. En breton, la Baie des Trépassés se dit « Bae an Anaon ».